# 科斯強季尼夫卡 (科留科夫卡區)
51°57′37″N 32°14′37″E / 51.96028°N 32.24361°E
科斯強季尼夫卡（烏克蘭語：Костянтинівка），是烏克蘭北部的村莊，隸屬切爾尼希夫州的科留基夫卡區。該村面積0.16平方公里，海拔高度153米，2001年人口9，人口密度每平方公里55.6人。